# 整容室
《整形春秋》（英語：Nip/Tuck）是一部以整形醫學為主題的美國電視劇，並曾獲艾美獎與金球獎。本劇由萊恩·墨菲（Ryan Murphy）創作，在美國於FX电视网播出。

## 概要
《整形春秋》故事是以描述兩名居住在邁阿密的整形醫生—西恩·麥克納馬拉（Sean McNamara，狄倫·華許飾演）和克里斯汀·特洛伊（Christian Troy，朱利安·邁克麥霍飾演）的生活和工作為主。在第一季播出時，《整形春秋》是美國有線電視新進電視劇中評價最高的作品，同時也是在18至25歲和49至54歲年齡層觀眾中最受歡迎的有線電視劇。本劇的第五季於2007年10月30日在美國FX電視網首播，共有22集，這將讓第五季成為整部電視劇中目前為止最長的一季，第七季為整個故事的結束

## 提名與獲獎
- 艾美獎（2004）：
  - 獲獎 - 電視劇、迷你電視劇、電影或特別節目類最佳特殊化妝（人工義肢類）
  - 提名 - 戲劇類電視劇最佳導演
  - 提名 - 最佳片頭設計
  - 提名 - 最佳片頭音樂
  - 提名 - 電視劇類最佳化妝（非人工義肢類）
- 艾美獎（2005）：
  - 提名 - 戲劇類電視劇最佳卡司
  - 提名 - 戲劇類電視劇最佳客串女演員（吉兒·克萊伯格，Jill Clayburgh）
  - 提名 - 電視劇、迷你電視劇、電影或特別節目類最佳人工義肢特殊化妝
  - 提名 - 電視劇類最佳特殊化妝（非人工義肢類）
- 艾美獎（2006）：
  - 提名 - 單一鏡頭電視劇類最佳藝術執導
  - 提名 - 電視劇、迷你電視劇、電影或特別節目類最佳人工義肢特殊化妝
  - 提名 - 電視劇類最佳特殊化妝（非人工義肢類）
- 金球獎（2004）：
  - 提名 - 最佳電視劇 - 戲劇類
  - 提名 - 最佳電視劇女主角 - 戲劇類（裘莉·理查森）
- 金球獎（2005）：
  - 獲獎 - 最佳電視劇 - 戲劇類
  - 提名 - 最佳電視劇男主角 - 戲劇類（朱利安·邁克麥霍）
  - 提名 - 最佳電視劇女主角 - 戲劇類（裘莉·理查森）

## 花絮
- Linda Klein在剧中扮演Linda护士，在现实生活中她也是护士，同时还担任本剧的医学顾问。

## 收視率
| 季度          | 播放時間       |      |                | 首播               | 首播                | 結束           | 結束               | 結束                | 觀眾 (全部) (百萬) | 觀眾 (18-49) (百萬) |
| 季度          | 播放時間       | 集數 | 日期           | 觀眾 (全部) (百萬) | 觀眾 (18-49) (百萬) | 日期           | 觀眾 (全部) (百萬) | 觀眾 (18-49) (百萬) | 觀眾 (全部) (百萬) | 觀眾 (18-49) (百萬) |
| 1st           | 星期二下年10時 | 13   | 2003年7月22日  | 3.7                | 2.0                 | 2003年10月21日 | 2.99               | 2.1                 | 3.25               | 2.2                 |
| 2nd           | 星期二下年10時 | 16   | 2004年6月22日  | 3.8                | 2.7                 | 2004年10月5日  | 5.2                | 3.6                 | 3.8                | 2.6                 |
| 3rd           | 星期二下年10時 | 15   | 2005年9月20日  | 5.3                | 3.7                 | 2005年12月20日 | 5.7                | 3.9                 | 3.9                | 2.7                 |
| 4th           | 星期二下年10時 | 15   | 2006年9月5日   | 4.8                | 3.4                 | 2006年12月12日 | 3.38               | 2.38                | 3.9                | 2.75                |
| 5th - Part I  | 星期二下年10時 | 14   | 2007年10月30日 | 4.3                | 3.5                 | 2008年2月19日  | ???                | 2.41                | ???                | ???                 |
| 5th - Part II | 星期二下年10時 | 8    | 2009年1月6日   | 3.1                | 2.4                 | 2009年3月3日   | 3.8                | 2.4                 | ???                | ???                 |
| 6th           | 星期三晚上     | 19   | 2009年10月14日 | 2.9                | 1.9                 | 2010年3月3日   | 1.8                | TBD                 | TBD                | TBD                 |